# Henri Potez
 (septembre 2019).
 (janvier 2025).
La mise en forme du texte ne suit pas les recommandations de Wikipédia : il faut le « wikifier ».
Les points d'amélioration suivants sont les cas les plus fréquents :
- Les titres sont pré-formatés par le logiciel. Ils ne sont ni en capitales, ni en gras.
- Le texte ne doit pas être écrit en capitales (les noms de famille non plus), ni en gras, ni en italique, ni en « petit »…
- Le gras n'est utilisé que pour surligner le titre de l'article dans l'introduction, une seule fois.
- L'italique est rarement utilisé : mots en langue étrangère, titres d'œuvres, noms de bateaux, etc.
- Les citations ne sont pas en italique mais en corps de texte normal. Elles sont entourées par des guillemets français : « et ».
- Les listes à puces sont à éviter, des paragraphes rédigés étant largement préférés. Les tableaux sont à réserver à la présentation de données structurées (résultats, etc.).
- Les appels de note de bas de page (petits chiffres en exposant, introduits par l'outil «  Source ») sont à placer entre la fin de phrase et le point final[comme ça].
- Les liens internes (vers d'autres articles de Wikipédia) sont à choisir avec parcimonie. Créez des liens vers des articles approfondissant le sujet. Les termes génériques sans rapport avec le sujet sont à éviter, ainsi que les répétitions de liens vers un même terme.
- Les liens externes sont à placer uniquement dans une section « Liens externes », à la fin de l'article. Ces liens sont à choisir avec parcimonie suivant les règles définies. Si un lien sert de source à l'article, son insertion dans le texte est à faire par les notes de bas de page.
- La présentation des références doit suivre les conventions bibliographiques. Il est recommandé d'utiliser les modèles {{Ouvrage}}, {{Chapitre}}, {{Article}}, {{Lien web}} et/ou {{Bibliographie}}. Le mode d'édition visuel peut mettre en forme automatiquement les références.
- Insérer une infobox (cadre d'informations à droite) n'est pas obligatoire pour parachever la mise en page.

Pour une aide détaillée, merci de consulter Aide:Wikification.
Si vous pensez que ces points ont été résolus, vous pouvez retirer ce bandeau et améliorer la mise en forme d'un autre article.
Pour les articles homonymes, voir Potez (homonymie) et Henry Potez.
 Henri Potez, né le 20 janvier 1863 à Montreuil (Pas-de-Calais) oú il est mort le 14 juin 1946, est un écrivain, poète et professeur français.

## Biographie
Fils d’un marchand brasseur. Marié; sans enfant. Baccalauréat ès lettres en 1882 ; boursier de licence à la faculté des lettres de Douai en 1883-1886 ; licence ès lettres à la faculté de Douai en 1886 ; agrégation des lettres à la faculté de Douau en 1888 ; docteur ès lettres à la Faculté des lettres de Paris, le 9 février 1898.
Professeur de troisième au collège de Lunéville (1886-1887) ; chargé de cours de langue et littérature françaises au lycée de Laon (1887-1888) ; professeur de rhétorique au lycée de Laon (1888-1890) ; professeur de lettres au lycée de Douai (1890-1894) ; en congé avec traitement en 1894-1895 (pour sa thèse) ; professeur de lettres au lycée de Douai (1895-1906) ; maître de conférences de langue et littérature françaises à la faculté des lettres de Lille (23 janvier 1906) ; professeur-adjoint en mars 1908 ; professeur de langue et littérature françaises à la faculté des lettres de Lille (1er novembre 1911 ; départ à la retraite le 30 septembre 1933.